# Mayfield (Staffordshire)
Mayfield – wieś i civil parish w Anglii, w Staffordshire, w dystrykcie East Staffordshire. W 2011 civil parish liczyła 1319 mieszkańców. Mayfield jest wspomniana w Domesday Book (1086) jako Medevelde.